# Кућа Борисава Анђелковића у Лесковцу
Кућа Борисава Анђелковића је објекат који се налази у Улици Браће Костић бр. 28 у Лесковцу.

## Опште информације
Објекат се налази под територијално надлежним заводом за заштиту споменика културе Ниш, а за споменик културе Србије проглашена је 27. априла 1950. године.
У овој кући живео је Трајко Стаменковић (Лесковац, 11. мај 1909 — околина Београда, крајем 1942), учесник Народноослободилачке борбе и народни херој Југославије.